# Rue Laurent-Pichat
Pour les articles homonymes, voir Pichat.
La rue Laurent-Pichat est une voie du 16e arrondissement de Paris, en France.

## Situation et accès
La rue commence au 52, avenue Foch et se termine au 49, rue Pergolèse. Elle est longue de 140 mètres et large de 10.

## Origine du nom

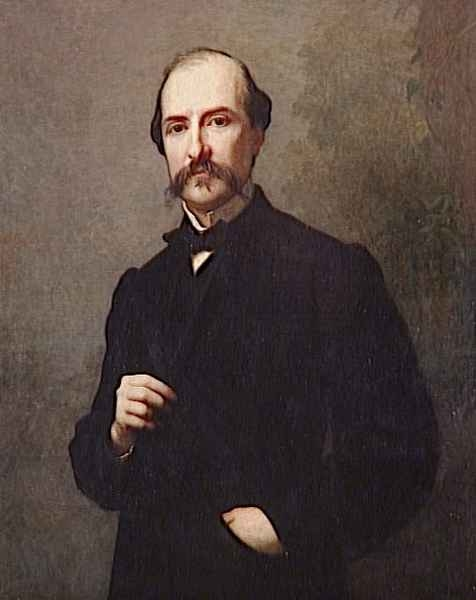
Léon Laurent-Pichat.

Elle est nommée en l'honneur du littérateur et homme politique français Léon Laurent-Pichat (1823-1886).

## Historique
Cette voie, qui était située initialement dans la commune de Neuilly sous le nom de « rue Debelleyme », jusqu'à son rattachement à la voirie parisienne par un décret du 23 mai 1863, devient alors une partie de la rue Leroux avant d'en être détachée et de prendre sa dénomination actuelle par un arrêté du 9 août 1888.

## Bâtiments remarquables et lieux de mémoire
- No 8 bis : la célèbre actrice Réjane (1856-1920), notamment modèle de la Berma du roman À la recherche du temps perdu de Marcel Proust a vécu et est morte[1] dans un des appartements de l’immeuble ; Proust a d'ailleurs habité à cette adresse pendant trois mois à partir de juin 1919, avant de déménager rue de l'Amiral-Hamelin.